# Ernest Shipman
Pour les articles homonymes, voir Shipman.
Ernest Shipman est un producteur canadien, né le 16 décembre 1871 à Almonte (Ontario), mort le 7 août 1931 à New York (États-Unis).

## Biographie
Il fut le producteur canadien qui connut le plus de succès pendant la période 1914-1922. Marié quatre fois, il eut pour épouse l'actrice  Roselle Knott, puis l'actrice Nell Shipman.

## Filmographie
- 1919 : L'Instinct qui veille (Back to God's Country)
- 1921 : Cameron of the Royal Mounted
- 1922 : The Rapids
- 1922 : The Man from Glengarry
- 1923 : The Grub Stake
- 1923 : Glengarry School Days
- 1924 : Blue Water